# Parawedekindellina
Parawedekindellina es un género de foraminífero bentónico de la subfamilia Wedekindellininae, de la familia Fusulinidae, de la superfamilia Fusulinoidea, del suborden Fusulinina y del orden Fusulinida. Su especie tipo es Parawedekindellina kamensis. Su rango cronoestratigráfico abarca el Moscoviense (Carbonífero superior).

## Discusión
Clasificaciones más recientes incluyen Parawedekindellina en la subclase Fusulinana de la clase Fusulinata.

## Clasificación
Parawedekindellina incluye a las siguientes especies:
- Parawedekindellina compacta †
- Parawedekindellina kamensis †